# Chodská Lhota (przystanek kolejowy)
Chodská Lhota – przystanek kolejowy w miejscowości Chodská Lhota, w kraju pilzneńskim, w Czechach. Położony jest na wysokości 520 m n.p.m.
Na przystanku nie ma możliwości kupienie biletu, a obsługa podróżnych odbywa się w pociągu.

## Linie kolejowe
- 185 Horažďovice předměstí – Domažlice